# 山羊堡滩墓群
山羊堡滩墓群，位于中国甘肃省山丹县，为一个省级文物保护单位，类型为古墓葬。
山羊堡滩墓群的历史年代为汉代。